# Sokołowo (Września)
Pour les articles homonymes, voir Sokołowo.
Sokołowo (prononciation : [sɔkɔˈwɔvɔ], en allemand : Falkenhorst) est un village polonais de la gmina de Września dans le powiat de Września de la voïvodie de Grande-Pologne dans le centre-ouest de la Pologne.
Il se situe à environ 2 kilomètres au nord-ouest de Września (siège de la gmina et du powiat) et à 45 kilomètres à l'est de Poznań (capitale régionale).
Le village possède une population de 1 007 habitants.

## Histoire
De 1975 à 1998, le village faisait partie du territoire de la voïvodie de Poznań.

Depuis 1999, Sokołowo est situé dans la voïvodie de Grande-Pologne.